# Devarajapura, Chamarajanagar
Devarajapura là một làng thuộc tehsil Chamarajanagar, huyện Chamarajanagar, bang Karnataka, Ấn Độ.